# Annemarie Höhn
Annemarie Höhn (* 1914 in Greiz; † 2001) war eine deutsche Bildhauerin.

## Leben und Werk
Annemarie Höhn machte in Greiz das Abitur und studierte von 1933 bis 1936 Bildhauerei bei Hermann Scheuernstuhl und Ludwig Vierthaler an der Kunstgewerbeschule Hannover. Danach arbeitete sie mit Unterbrechungen als freischaffende Bildhauerin in Hannover und ab 1945 in Greiz. Sie erhielt dort auch öffentliche Aufträge, u. a. 1953 von der Maxhütte Unterwellenborn für eine Bergarbeiter-Plastik.
Neben ihrer künstlerischen Arbeit leitete sie fünfzehn Jahre lang einen Plastikzirkel für Kinder.
Annemarie Höhns Sohn Jan Höhn lebt in Wien.

## Werke

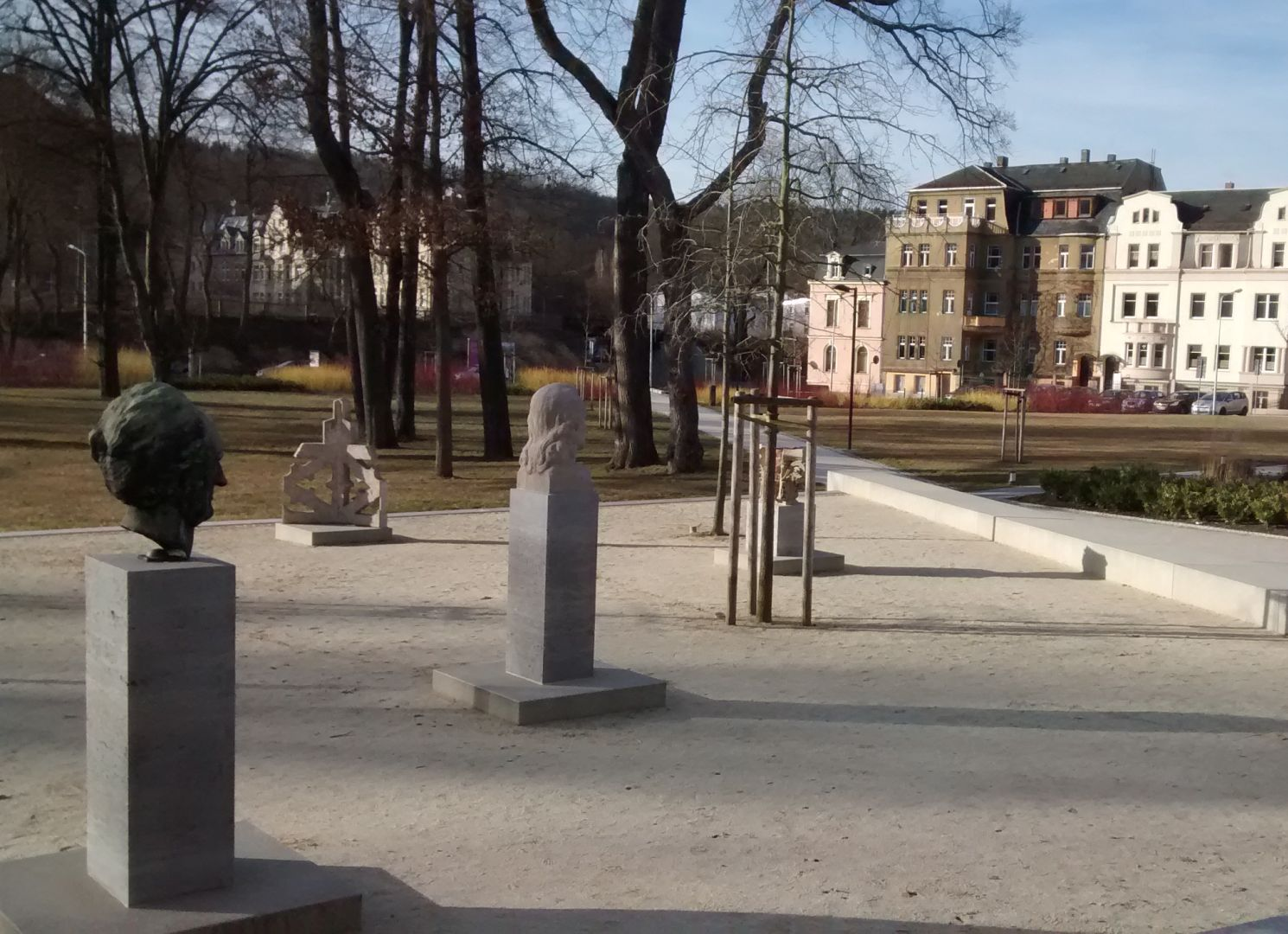
Büsten von Goethe und Schiller im Goethe-Park an der Vogtlandhalle Greiz

- Den Opfern des Faschismus (1953, Denkmal; Gera Küchengarten; mit Carl Kuhn und Otto Oettel; 2005 abgerissen)
- Johann Wolfgang von Goethe (1949, Büste; Greiz, heute im Lapidarium im Goethe-Park)[2]
- Friedrich Schiller (1955, Büste; Greiz, heute im Lapidarium im Goethe-Park)[3]